# روجر يونغ (مخرج)
روجر يونغ (بالإنجليزية: Roger Young)‏ هو كاتب سيناريو ومخرج أمريكي، ولد في 13 مايو 1942 في تشامبيغن في الولايات المتحدة.

## وصلات خارجية
- روجر يونغ على موقع IMDb (الإنجليزية)
- روجر يونغ على موقع ألو سيني (الفرنسية)
- روجر يونغ على موقع أول موفي (الإنجليزية)
- روجر يونغ على موقع قاعدة بيانات الأفلام السويدية (السويدية)
- روجر يونغ على موقع إن إن دي بي (الإنجليزية)
- روجر يونغ على موقع قاعدة بيانات الفيلم (الإنجليزية)
- روجر يونغ على موقع كينوبويسك (الروسية)